# 哈丽玛萨蒂
拿督哈丽玛·莫哈末萨蒂（1962年2月2日—），马来西亚政治人物，为巫统党员。前马来西亚团结部长、哥打丁宜国会议员。2021年11月17日因拒绝回应其领导的团结部属下的大马印裔社会转型单位（MITRA）涉嫌滥用公帑课题引起反对党批评。

## 政治生涯
2013年马来西亚大选时，哈丽玛莫哈末萨蒂代表国民阵线当选为柔佛东南镇的国会议员。2018年马来西亚第十四届大选，她转战哥打丁宜国会议席并成功当选。哈丽玛也曾经是东南镇属下的巴西拉惹（前君隆南峇）州议员。

## 确诊2019冠状病毒病
2021年1月19日，国民团结部发文告称，哈丽玛在1月18日接受2019冠狀病毒病筛检，而卫生部告知其检测结果呈阳性，后哈丽玛在柔佛新山接受卫生部密切监督、隔离及治疗。

## 争议事件

### MITRA丑闻
2021年10月15日，马来西亚反贪污委员会开档调查哈丽玛领导的团结部属下的大马印裔社会转型单位（MITRA）涉嫌滥用公帑。10月24日，民主行动党峇都加湾国会议员卡斯杜丽要求哈丽玛，公布该单位如何使用过去两年所获合共两亿令吉的拨款。
11月17日，MITRA课题成了国会下议院焦点，哈丽玛与反对党国会议员就此展开15分钟激烈的争论。哈丽玛在国会下议院为团结部进行2022年财政预算案部门总结时表示，由于反贪会正在对MITRA拨款一事进行调查，因此她无法回答任何有关MITRA的问题，因她的发言可能会干扰目前正进行的调查。此言一出引起了众多反对党议员的起身反驳，当中包括日落洞国会议员雷尔、怡保西区国会议员M.古拉、峇都交湾国会议员卡丝杜丽及怡保东区国会议员黄家和。
11月18日，课题继续延烧，反对党国会议员针对此课题展开了近1小时的争辩。行动党日落洞国会议员雷尔在问答环节结束后，抗议哈丽玛于前一天（11月17日）在2022年财政预算案部门总结时，以反贪会正在调查为由拒绝回答MITRA相关问题。雷尔抨击哈丽玛因畏惧国大党而以反贪会为借口拒绝回答问题。国会反对党领袖安华·依布拉欣也指出，若议会允许部长如是回答问题，将会导致国会无法再讨论贪污滥权和丑闻相关课题。最终国会下议院议长阿兹哈阿兹占·哈仑在接替莫哈末拉昔以主持会议后直言，议长的责任在于确保所有人遵守规则，因此议长并不能强迫部长回答问题。
12月20日，行动党怡保西区国会议员古拉要求国会下议院议长阿兹哈指示哈丽玛做出解释。他援引议会常规第36（12）条文指出，哈丽玛于11月17日的会议回应有关MITRA课题时承诺，将会向国会议员汇报，以获取回应、意见、评论或任何其他建议，进而加强团结部实施的印度社区行动计划。古拉表示，但截至最后一次的国会，哈丽玛却没有召见国会议员以针对此事汇报。他说：“部长当时承诺会在马六甲州选后向国会议员汇报，但如今砂拉越州选也已经结束，部长是不是要等至全国大选后才做出汇报？”“部长发表的言论混淆了议会，因此应该交由国会特委会处置。”古拉也质疑，哈丽玛逃避此问题，是否也意味着MITRA问题存在一些隐议程。此外，行动党峇眼国会议员林冠英也声援古拉，批评哈丽玛发表了误导国会的言论，显示部长未能有序地履行其职责。议长阿兹哈则以古拉没有提出动议申请通知而驳回有关动议。